# Viqueque
Viqueque – miasto w Timorze Wschodnim, stolica administracyjna dystryktu Viqueque, położone 183 km na południowy wschód od stolicy kraju Dili. Miasto zamieszkuje 22 000 osób.